# خسوف القمر سبتمبر 2016
حدث خسوف شبه قمري للقمر في 16 سبتمبر 2016، وهو آخر خسوف من ثلاثة خسوف للقمر في عام 2016.

## الرؤية
كان مرئيًا من أوروبا وإفريقيا وآسيا وأستراليا.
| </img>              |
| </img> خريطة الرؤية |

## صور الخسوف
</img>التقدم كما رأينا من بريمورسكو، بلغاريا

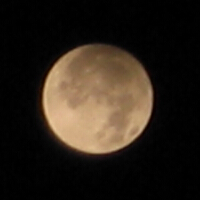
خفي، الصين، 18:03 UTC
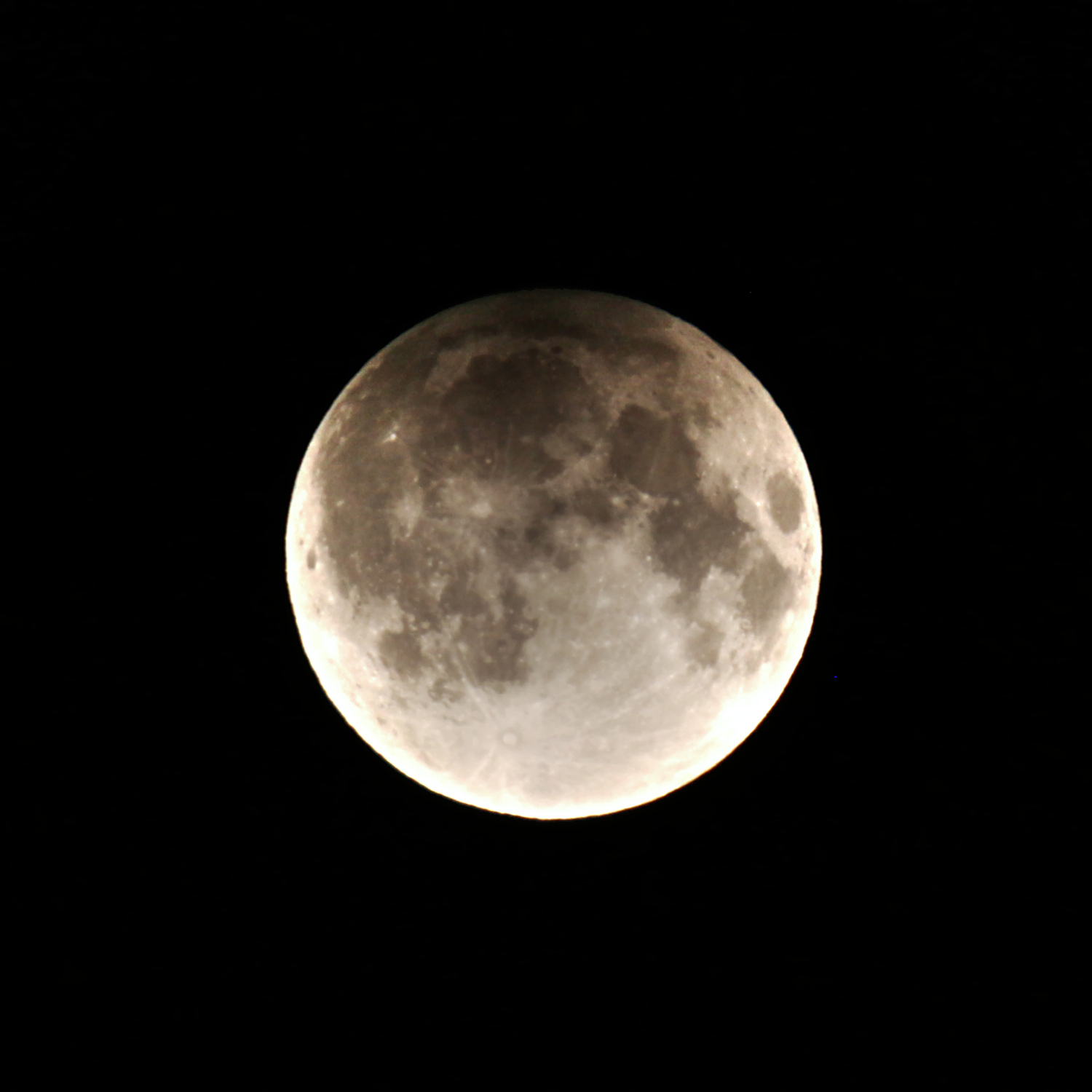
Huittinen، فنلندا، 18:51 UTC
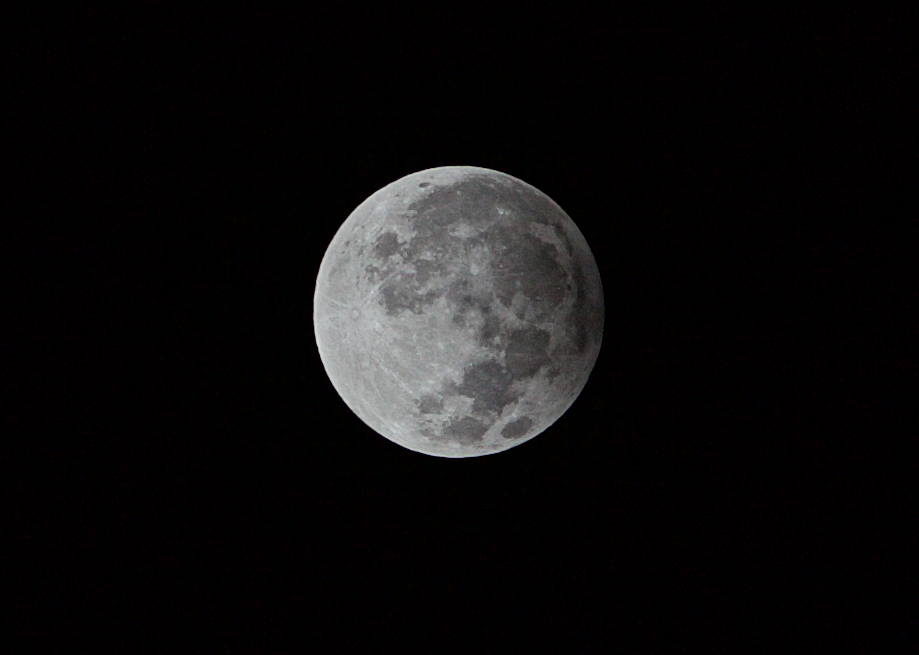
هونغ كونغ، 19:00 UTC
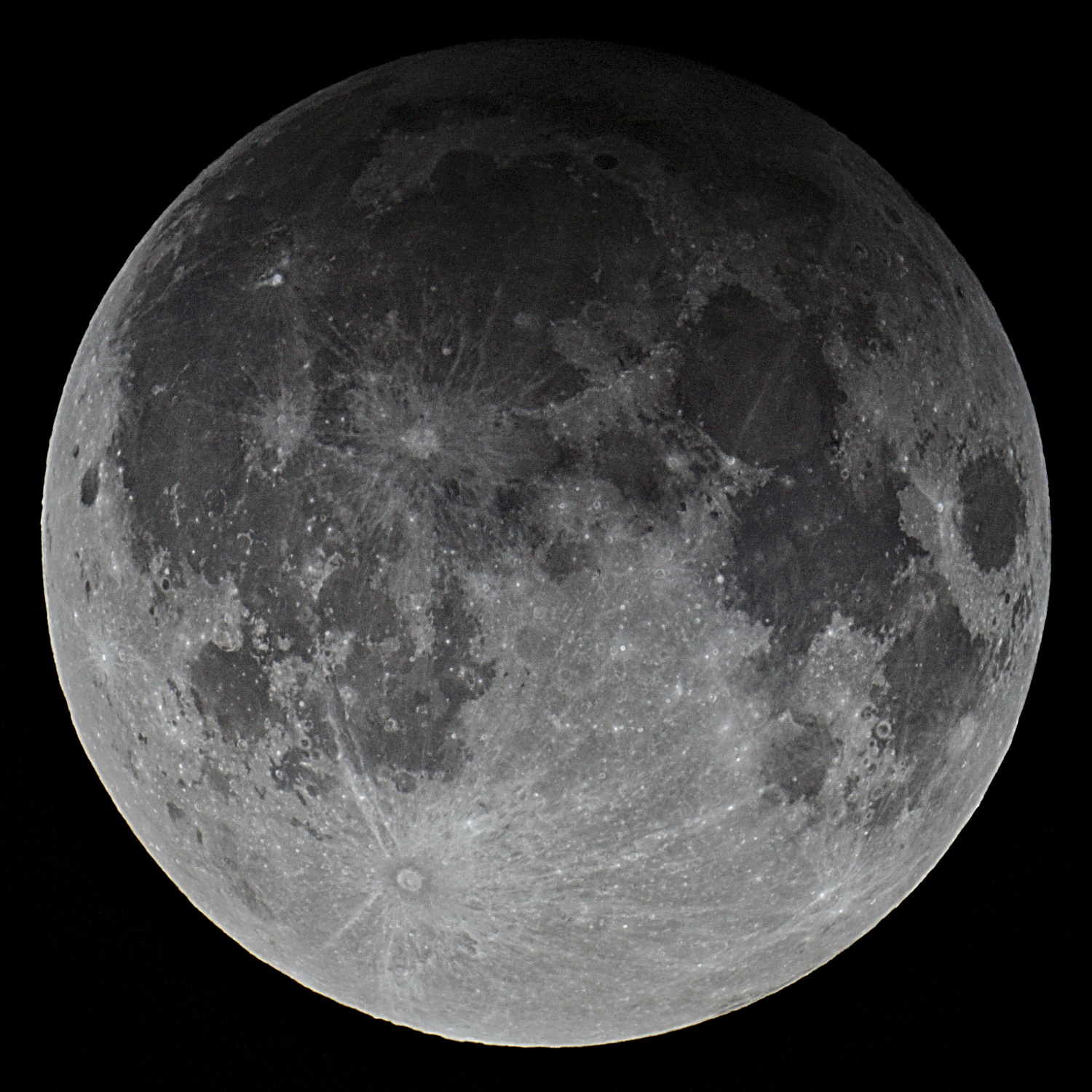
Rabka-Zdrój، بولندا، 19:09 UTC
بلفور، فرنسا
التقدم من بلفور، فرنسا
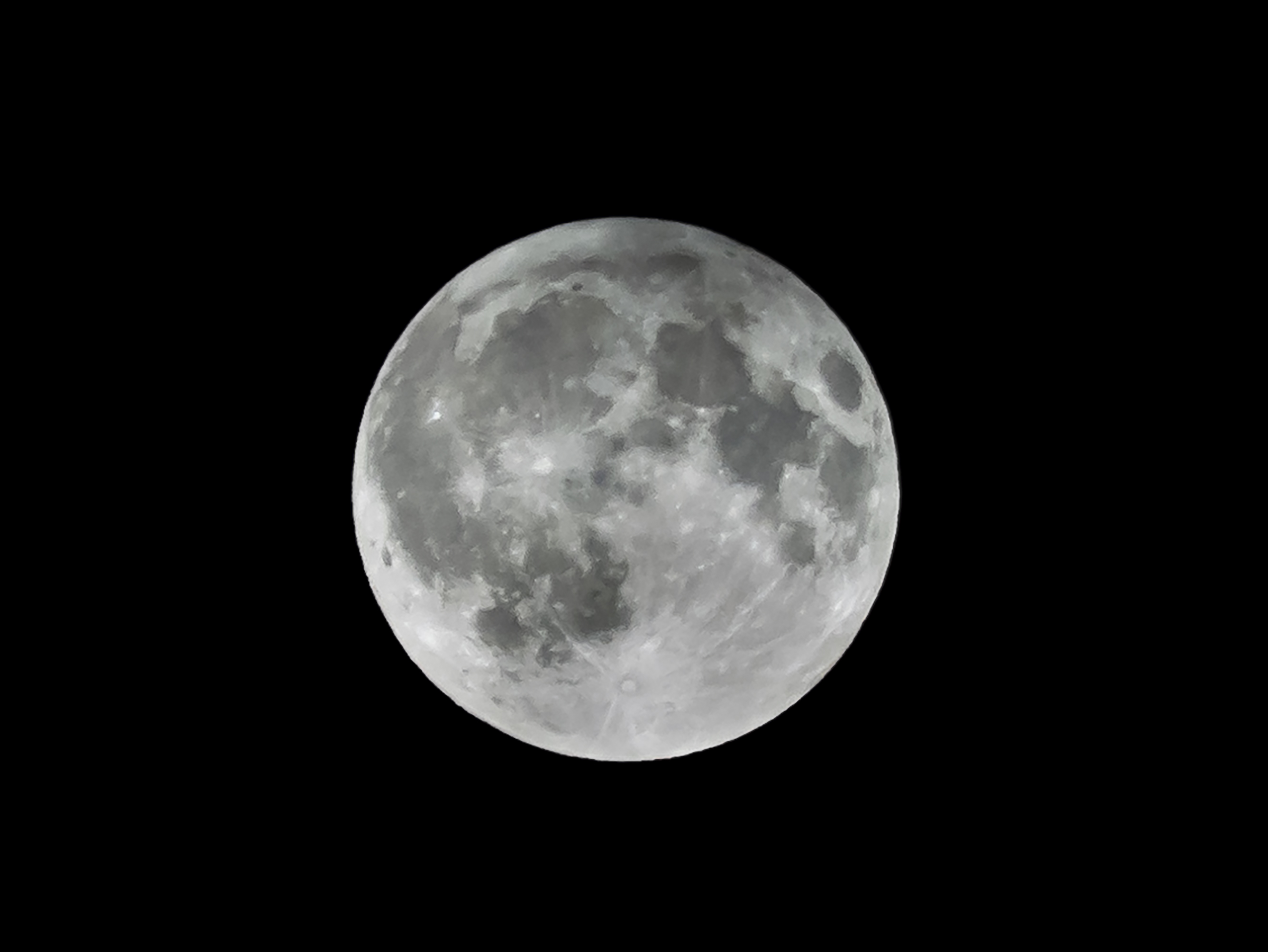
هيلمشور، إنجلترا، 20:04 UTC

## الخسوفات ذات الصلة

### كسوف 2016
- كسوف كلي للشمس في 9 مارس.
- خسوف شبه قمري للقمر في 23 مارس.
- خسوف شبه قمري للقمر في 18 أغسطس.
- كسوف حلقي للشمس في 1 سبتمبر.
- خسوف شبه قمري للقمر في 16 سبتمبر.

هذا الخسوف هو واحد من أربعة خسوف للقمر في سلسلة قصيرة العمر عند العقدة الهابطة لمدار القمر.
تتكرر سلسلة السنة القمرية بعد 12 قمرًا أو 354 يومًا (العودة إلى الوراء حوالي 10 أيام في سنوات متتالية). بسبب تغيير التاريخ، سيكون ظل الأرض حوالي 11 درجة غربًا في أحداث متتالية.
ساروسنوعجاما137
142147

### دورة نصف ساروس
سوف يسبق خسوف القمر خسوف الشمس ويتبعه 9 سنوات و 5.5 أيام ( نصف ساروس ). يرتبط خسوف القمر هذا بخسوفين جزئيين للشمس من سولار ساروس 154.

## روابط خارجية
- 2016 Sep 16 chart:
- خسوف الناسك: 23 مارس 2016 - خسوف ما قبل القمر
- خسوف القمر Penumbral في 16 سبتمبر 2016 بواسطة جوزيبي دوناتيلو، أوريا، إيطاليا
- خسوف القمر Penumbral في 16 سبتمبر 2016 بواسطة ملهم هندي، مكة المكرمة، المملكة العربية السعودية